# فریتس تیله
فریتس تیله (آلمانی: Fritz Thiele; ۱۴ آوریل ۱۸۹۴ – ۴ سپتامبر ۱۹۴۴) افسر درجه‌دار اهل آلمان بود.
وی یکی از اعضای گروه مقاومت آلمان و رئیس بخش ارتباطات ارتش آلمان در دوران جنگ جهانی دوم بود.
وی همکاری نزدیکی با اریش فلگیبل داشت و یکی از شرکت‌کنندگان در کودتای ۲۰ ژوئیه علیه آدولف هیتلر بود.
او در تاریخ ۱۱ اوت ۱۹۴۴ میلادی و به‌دنبال این کودتای نافرجان، توسط گشتاپو دستگیر شد و در ۴ سپتامبر ۱۹۴۴ به‌دار آویخته شد.